# Бродница (город)
Бродница (пол. Brodnica), Штрасбург (нем. Strasburg in Westpreußen, нем. Strasburg an der Drewenz) — город в Польше, входит в Куявско-Поморское воеводство, Бродницкий повят. Имеет статус городской гмины. Занимает площадь 23 (2315 ha) км². Население — 28 000 человек (на 2010 год). Находится в центре Бродницкого ландшафтного парка (ихтиологического биосферного заповедника) — особой природоохранной зоны.
Город Бродница располагается на месте старинного города Михалова — важного города на польско-прусском пограничье, столице так называемой Михаловской земли, который был уничтожен пожаром. В летописях указывается как поселение, известное уже в промежуток времени с 1138 по 1240 годы. Согласно старым документам город Михалово был столицей Мазовецких князей. Город занимал очень удачную позицию на реке Дрвенца как передовой пункт на торговых путях между Мазовией и Пруссией и играл роль таможенного пункта между Добжинем и Хелминской землей (упоминание 1252 года).

## История
Первое упоминание о Броднице датируется 1263 годом. А в статусе города значится с 1296 года, когда была внесена реестр Германского закона о городах. Соответственно считается, что 1296 — год основания Бродницы как города.
В 1303 году Михаловская земля была вассализирована Тевтонским орденом. А в 1317 году полностью вошла в его состав. В 1422 году, по условиям Мельнского мира, Польша окончательно отказалась от притязаний на Михаловскую землю. Но уже в 1466 году Большая часть Пруссии вернулась под власть Польши, но Бродница осталась под контролем Тевтонского ордена по условиям мирного договора в Торуни, но Бродница оставалась под властью Тевтонского ордена до 1479 года. Удачное расположение города на торговых путях, через которые транспортировались шерсть, кожа, рыба, меха, зерно и другие товары, сказывалось очень положительно на развитии города и росте его экономического значения. Город стал одним из важных перевалочных пунктов по перевалке и хранению зерна вдоль русла реки Дрвенцы. При тевтонцах город управлялся комендантом, а впоследствии был центром т. н. районного староства (административно-территориальной единицей Речи Посполитой) и управлялся старостой — который следил за королевским имуществом. В 1500 году крупный пожар прошел через город и практически полностью уничтожил замок тевтонских рыцарей. С 1486 по 1604 город принадлежал и управлялся представителями знатной польской фамилии Дзялинских. А с 1604 по 1625 Анной Ваза Шведской — родной сестрой Сигизмунда III Вазы — короля Польши, Литвы и Швеции. В городе сохранился её дворец-резиденция. В последующие годы Бродница принадлежала Сесилии Ренате — великой княгине литовской, жене Владислава IV Вазы: канцлеру Ежи Оссолинскому; королеве Марии Казимире, супруге Яна Собеского и маршалу Франтишеку Белинскому. В период стагнации польской государственности и войн XVII—XVIII столетий фортуна стала отворачиваться от города. В результате Первого раздела Речи Посполитой с 1772 года Бродница вошла в состав Пруссии. Был небольшой промежуток с 1807 по 1813 год, когда город входил в состав Герцогства Варшавского, созданного Наполеоном Бонапартом, но после его разгрома Бродница более чем на 100 лет оставалась под властью Германии. В XIX веке Бродница становилась свидетельницей национально-освободительного движения польского народа. Горожане и польская аристократия активно участвовали и в неудачном ноябрьском восстании 1830 года и январском восстании 1863 года против Российской Империи. С 1886 по 1910 год Бродница начала испытывать некоторый подъём. Это связано с приходом сюда железной дороги, которая связала её с другими регионами и запустила научно-технический и индустриальный прогресс. В XIX веке Хелминская земля стала прибежищем многих польских патриотов, которые внесли огромный вклад в общественную, культурную и экономическую жизнь Польши. В 1920 году, после I Мировой войны, по итогам Версальского договора, Бродница снова стала частью Польши. В годы фашистской оккупации, приблизительно 1000 польских мирных жителей Бродницы стали жертвами эсэсовцев. Эти места стали заселяться лицами немецкой национальности. После 1945 года немецкое население было депортировано или подверглось репрессиям. Точное число жертв среди немецкого населения в ходе наступления Красной Армии и последующих репрессий неизвестно

## Города-побратимы
- Севан, Армения

## Галерея

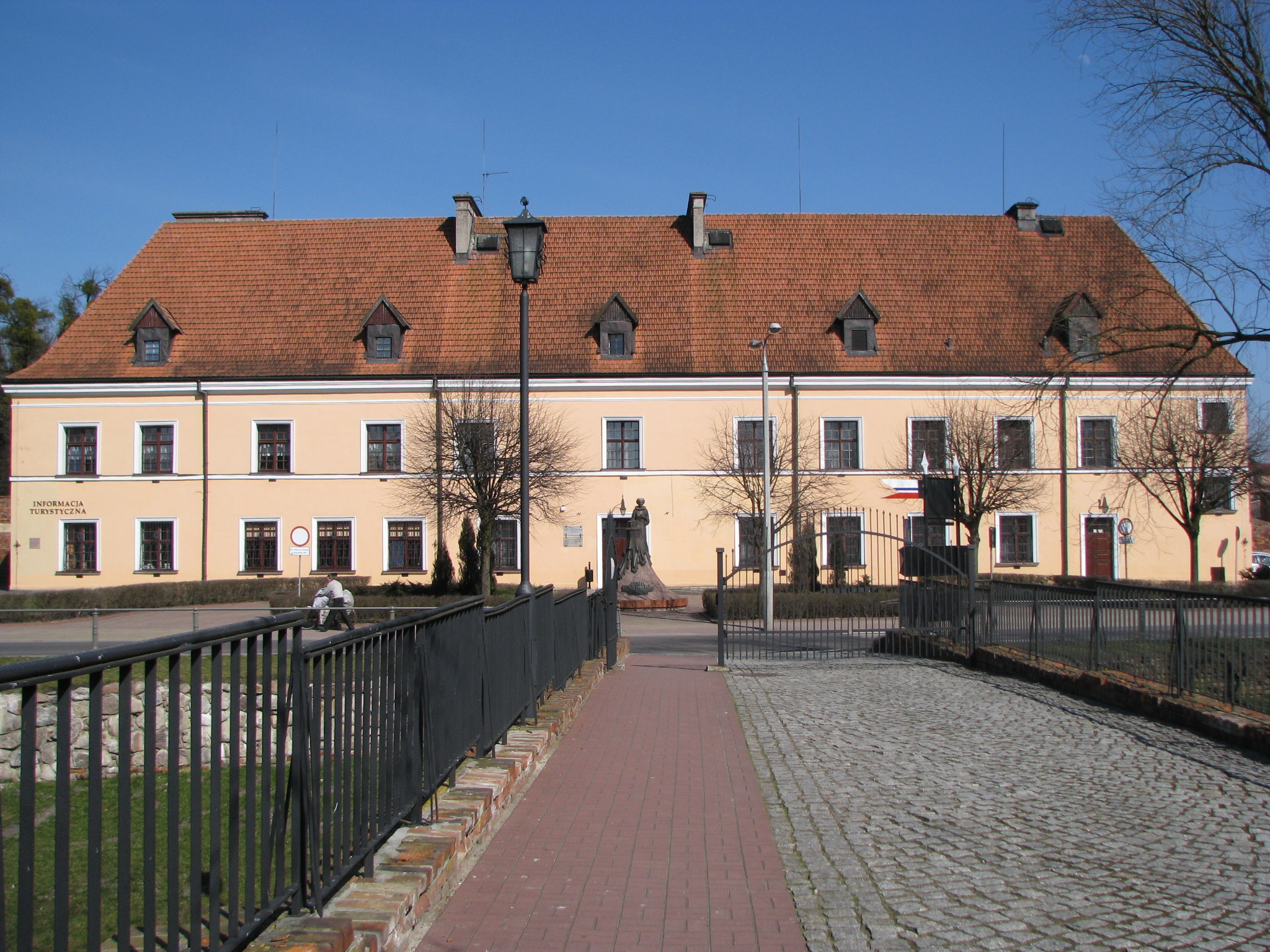
Дворец
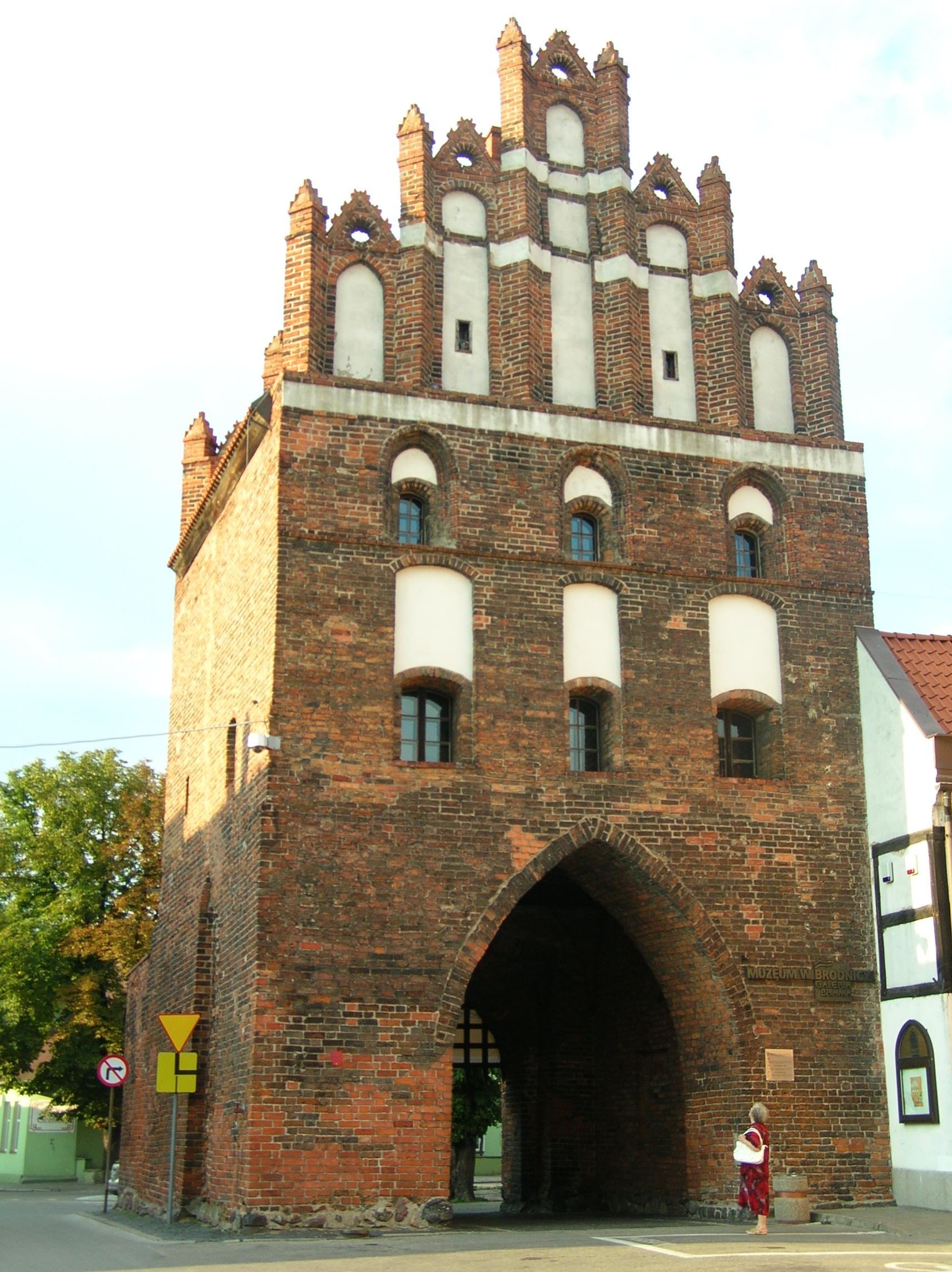
Шлюз «Chelminska»
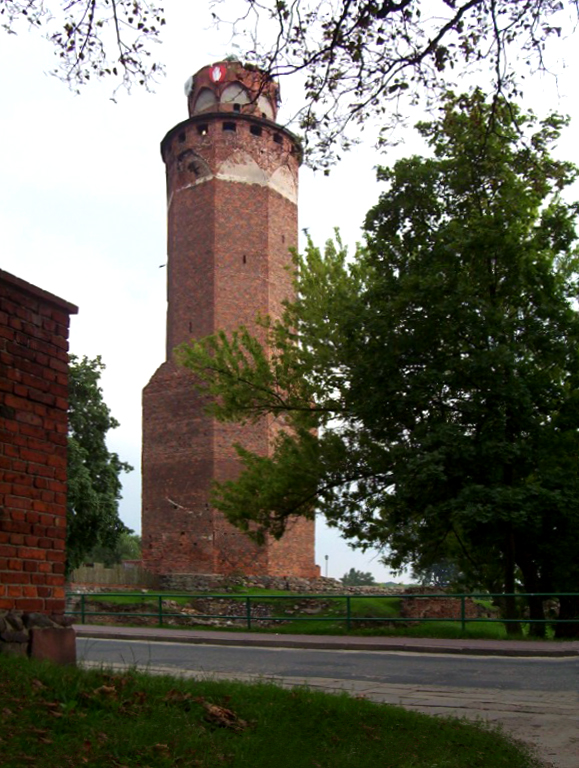
Блокировка
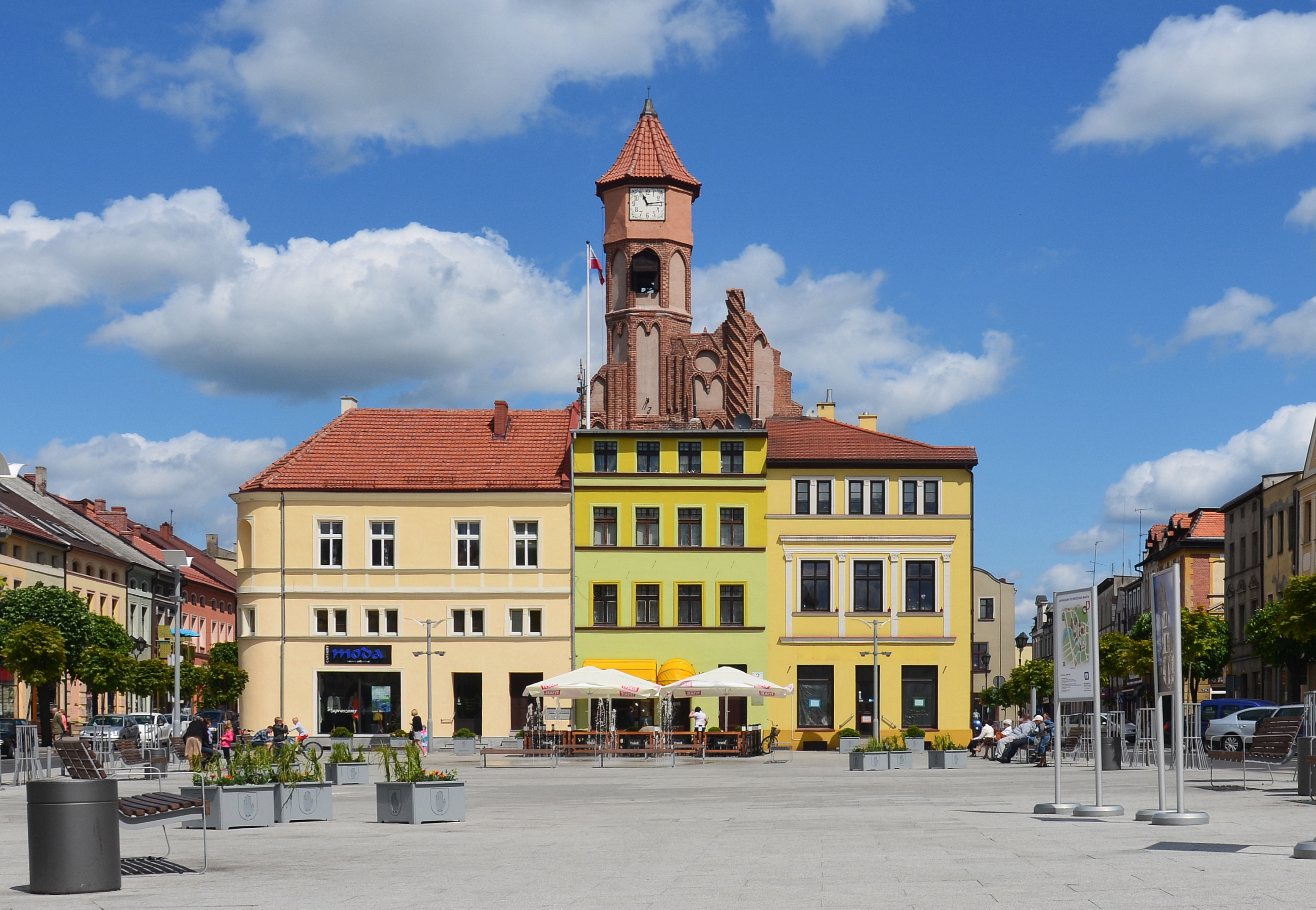
Рынок
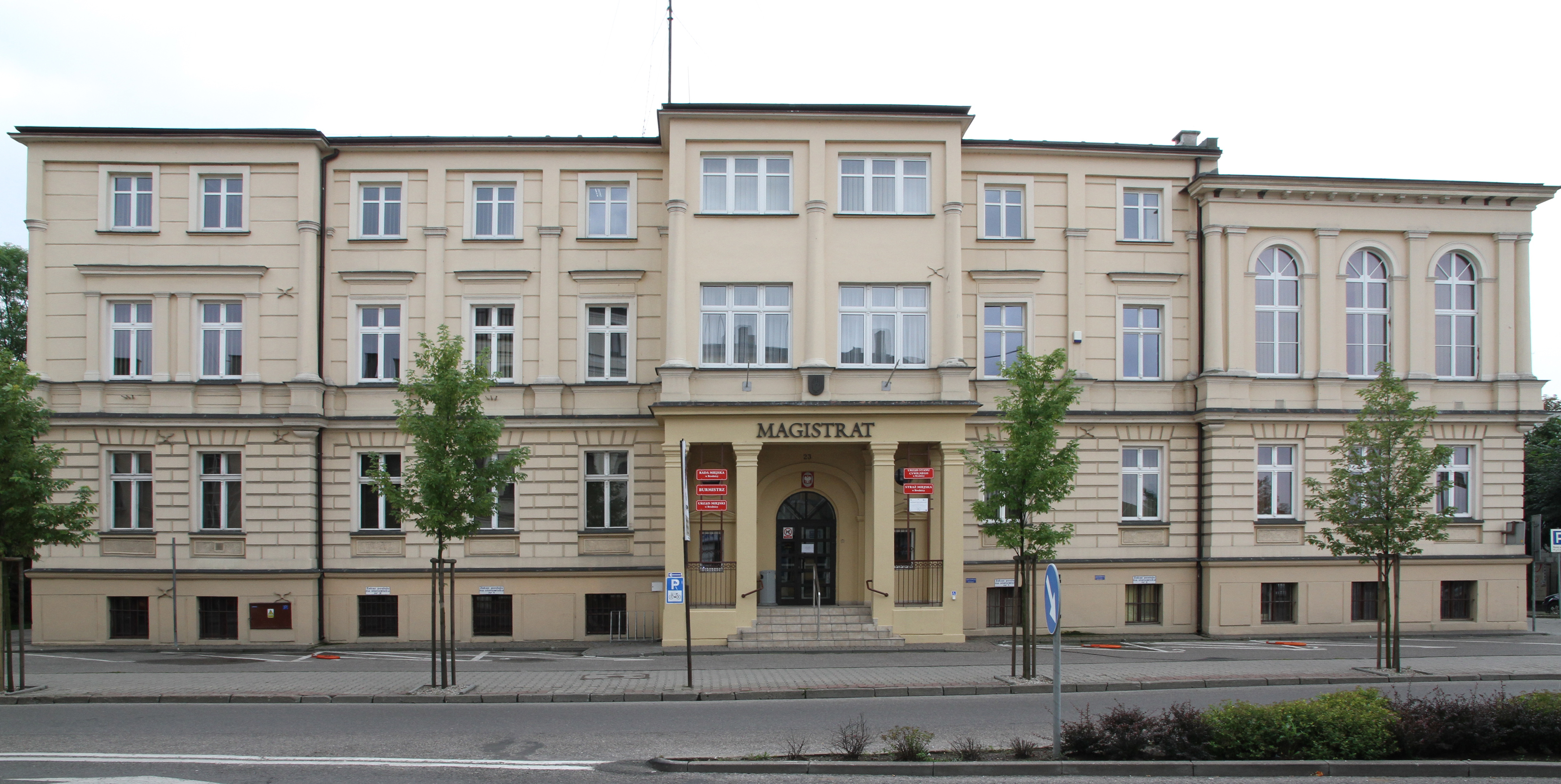
Ратуша
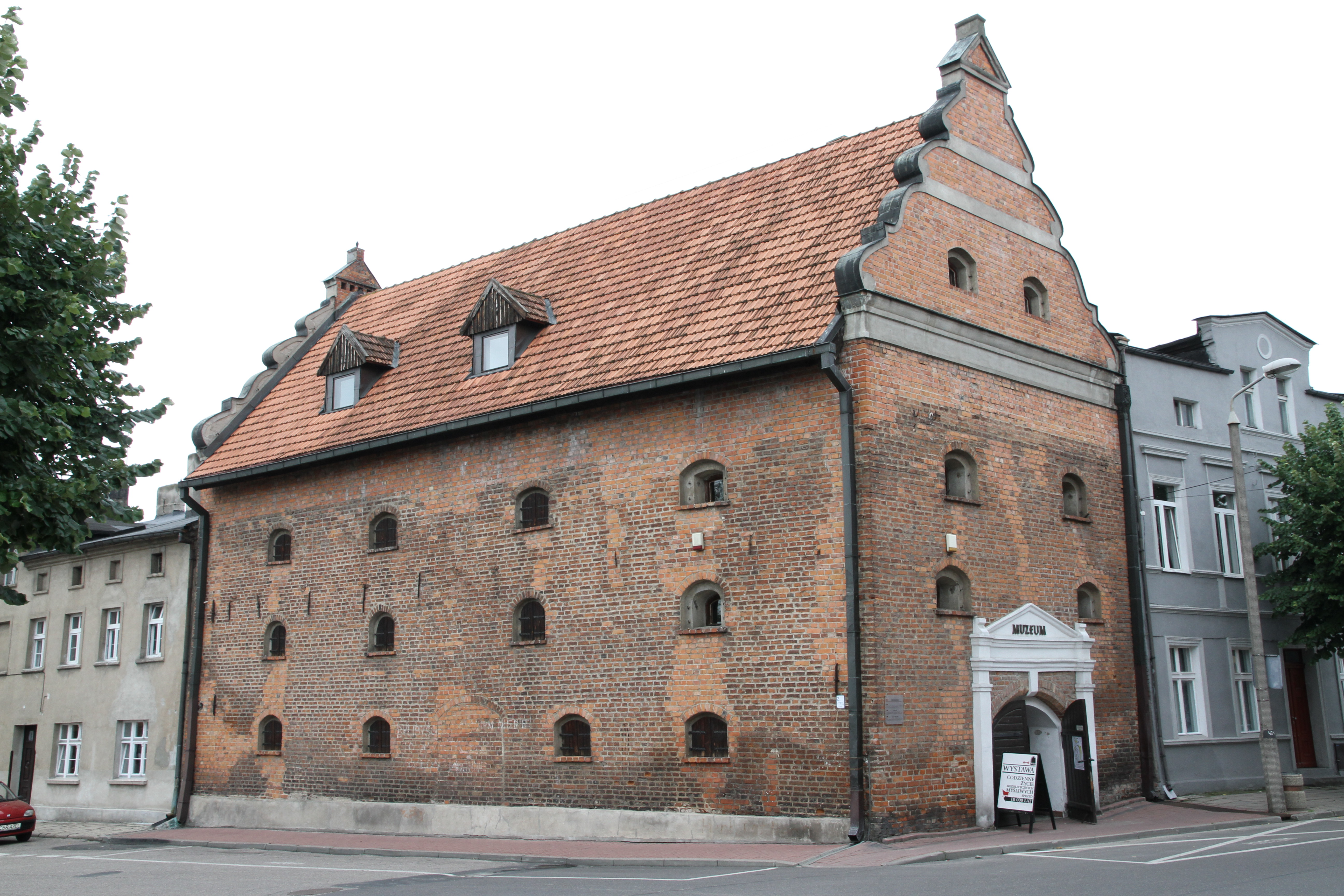
Зернохранилище
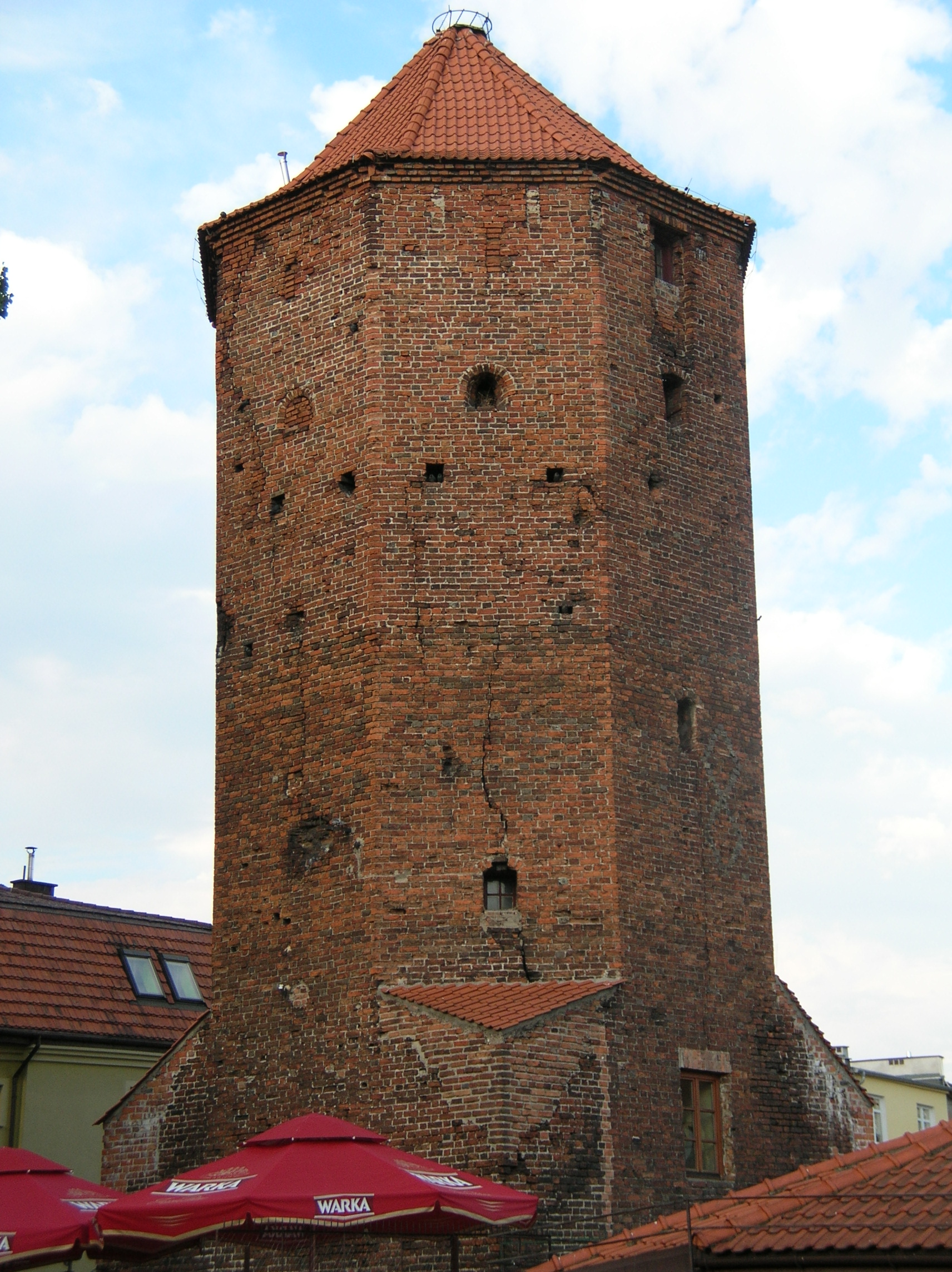
Башня «Mazurska»
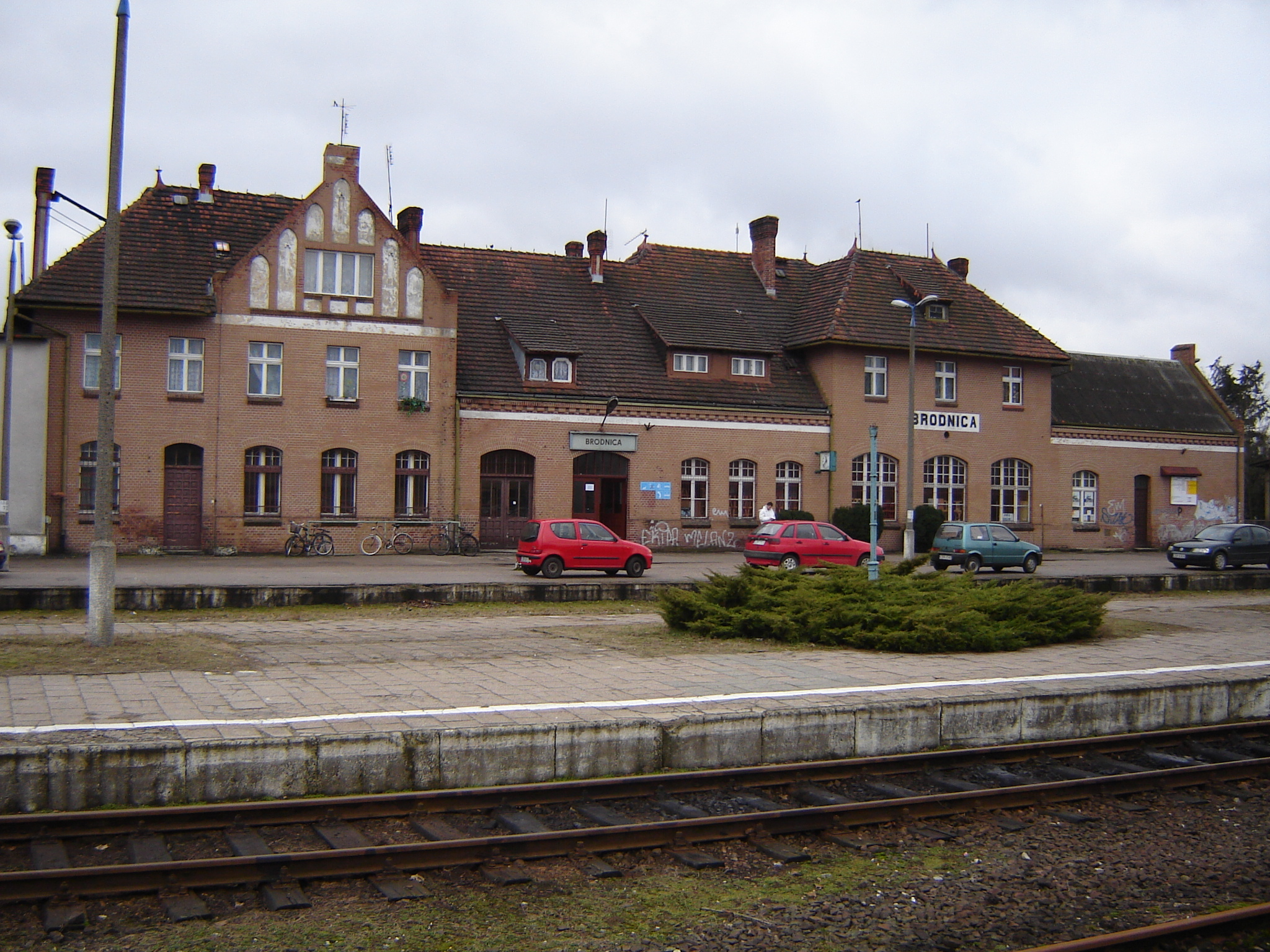
Железнодорожная станция

## Спорт

### Футбол
- Спарта (Бродница)[2]